# Maroua I
Maroua Ier est une commune du Cameroun située dans la région de l'Extrême-Nord et le département du Diamaré. Maroua 1er est limitrophe au nord des communes de Maroua II et de Meri, au sud des communes de Mindif et de Moutourwa, à l’est de la commune de Maroua III, et à l’ouest des communes de Gazawa et de Ndoukoula.

## Population
Lors du recensement de 2005, Maroua Ier comptait 134 934 habitants répartis entre 67530 hommes et 67404 femmes, dont 88 554 pour Maraoua 1er Ville, répartis entre 44561 hommes et 43993 femmes. De nombreuses ethnies cohabitent en harmonie dans la commune : les Guiziga, les Peuls et les fulanisés( ethnie majoritaire), les Haoussa, les Bornouans, les Moufou, Mafa, Toupouri, Massa, Moundang, Bétis,bamiléké,Sarahs...

## Climat
Climat de steppe de type BSh. selon la classification de Köppen. Température annuelle moyenne : 28,3 °C. Précipitations annuelles moyennes : 799 mm.

## Histoire
Le Gouvernement de la république du Cameroun a créé l'unité administrative de Maroua Ier en 2007 pour rapprocher les administrés de leurs administrateurs. Son chef-lieu est Domayo. En 2010, le gouvernement met en place un plan communal de développement (PCD) pour l'ensemble de la commune, afin d'améliorer l'accès aux services sociaux de base, comme la santé et l'éducation.

## Structure administrative de la commune
Outre Maroua Ier proprement dit, la commune comprend les villages suivants  :

### Maroua Ville
- Bananare
- Baouliwol
- Bongore II
- Djarengol
- Domayo
- Domayo I
- Domayo II
- Domayo III
- Domayo IV
- Domayo V
- Domayo VI
- Foulaï
- Harde
- Idowawo
- Lougga Payende
- Makabaye
- Mandararé
- Mayel Denguesdji
- Mbourta
- Missiguileo I
- Missiguileo II
- Ngassa
- Ngassawo
- Ouro Tchede ?
- Palar I ?
- Palar II
- Patchiguinari
- Pitoaré
- Toupourire
- Wouro
- Ziling
- Zourmbaïwo I
- Zourmbaïwo II

### Dakar
- Dakar
- Doyang ?
- Massinika ?
- Zaïka
- Zalao
- Zokok

### Katoual
- Katoual
- Teving
- Djarengol I
- Djarengol II
- Djarengol III
- Doubagala
- Dourbeling
- Gala
- Guiramdjeo
- Guinguil
- Lougguerre Boulli
- Maza
- Pitoa
- Salaboulam
- Tambanangue
- Wafango
- Yamdjidjing
- Zebe

### Meskine
- Meskine
- Bao-Hossere
- Békélé
- Boraïre
- Boudougou
- Dengui
- Dinawo
- Djagalaï
- Dougoïwo I
- Dougoïwo II
- Doulgouf
- Gakle
- Goubéo
- Goumtokoï
- Goyang
- Hardéo ?
- Hedjer
- Louggol
- Mangalare
- Mokora
- Mougoudi
- Sindilep
- Sombala
- Taggore
- Taliel
- Tanneo ?
- Tchasdéo ?
- Teving
- Walowol
- Yonkolde
- Ntalameri

### Salak
- Salak
- Doubazao
- Doulgou
- Garré
- Hodango
- Kalwa
- Kalwao
- Koulloumare
- Lougga
- Palama
- Mayel
- Palaoudi
- Tchakamadje
- Winde Loumo
- Yoldéo
- Ndendeb

## Sports
Le stade municipal Lamido Yaya Dairou, est un stade omnisports d'une capacité de 5 000 spectateurs de la ville de Maroua. Il est le stade résident du club de football Sahel FC.